# Wieblitz-Eversdorf
Wieblitz-Eversdorf este o comună din landul Saxonia-Anhalt, Germania.